# Hans Zierold

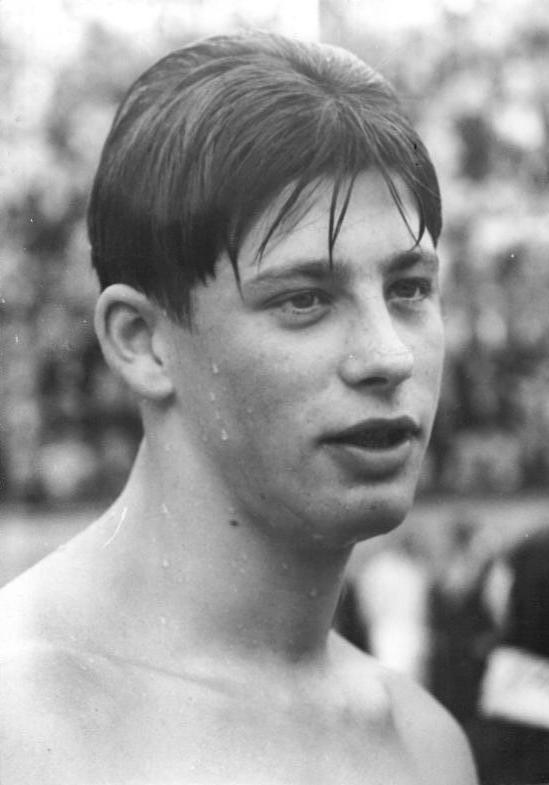
Hans Zierold (1956)

Hans Zierold (* 16. April 1938 in Zeitz) ist ein ehemaliger deutscher Schwimmer.
Er war in den Jahren 1956 bis 1960 auf nationaler Ebene erfolgreich und nahm an zwei Olympischen Spielen teil. Er startete zunächst für die DDR, wechselte allerdings nach politisch motivierten Gängeleien durch die Sportfunktionäre der DDR im April 1958 in die Bundesrepublik Deutschland.
Hans Zierold hatte bei einer Körpergröße von 1,91 m ein Wettkampfgewicht von 93 kg.

## Erfolge
- 1956: DDR-Meister 400 m Freistil; Olympische Sommerspiele 1956 in Melbourne: 5. Platz 400 m Freistil, 5. Platz 4-mal-200-Meter-Freistilstaffel
- 1957: DDR-Meister 400 m Freistil, 1500 m Freistil, 4-mal-200-Meter-Freistilstaffel
- 1958: Deutscher Meister 400 m Freistil, 200 m Freistil und 1500 m Freistil
- 1959: Deutscher Meister 200 m Freistil und 1500 m Freistil
- 1960: Deutscher Meister 200 m Schmetterling; Olympische Sommerspiele 1960 in Rom: 7. Platz 400 m Freistil